# Против Андротиона о нарушении законов
«Против Андротиона о нарушении законов» — речь древнегреческого оратора Демосфена, написанная в 355 году до н. э. и сохранившаяся в составе «демосфеновского корпуса» под номером XXII. Демосфен написал её для своих друзей Диодора и Евктемона, которые привлекли к суду Андротиона. Последний предложил Народному собранию принять постановление о награждении Совета Ареопага, хотя тот не выполнил свою главную обязанность — не построил новые триеры. Диодор и Евктемон обвинили Андротиона в нарушении прямого запрета на награждение Совета в таких случаях, а также потребовали лишить его гражданской чести за проституцию и задолженность перед государственной казной.
Отдельные фрагменты этой речи повторяются в речи Демосфена «Против Тимократа», написанной для Диодора в 353 году до н. э.